# ديفيد فيرايرا مارتينيز
ديفيد فيرايرا مارتينيز هو سياسي مكسيكي، ولد في 20 سبتمبر 1973 في مدينة مكسيكو في المكسيك. نشط حزبياً في حزب الثورة الديمقراطية. وقد انتخب عضو مجلس النواب المكسيك ‏.